# 什圖姆縣

53°55′18″N 19°2′1″E / 53.92167°N 19.03361°E
什圖姆縣（波蘭語：Powiat sztumski），是波蘭的縣份，位於該國北部，由濱海省負責管轄，首府設於什圖姆，面積731平方公里，2006年人口41,808，人口密度每平方公里57人。